# Schwanenstadt
Schwanenstadt is een gemeente in de Oostenrijkse deelstaat Opper-Oostenrijk, gelegen in het district Vöcklabruck. De gemeente heeft ongeveer 4100 inwoners.

## Geografie
Schwanenstadt heeft een oppervlakte van 3 km². De gemeente ligt in het zuidwesten van de deelstaat Opper-Oostenrijk. Het ligt ten noordoosten van de deelstaat Salzburg en ten zuiden van de grens met Duitsland.

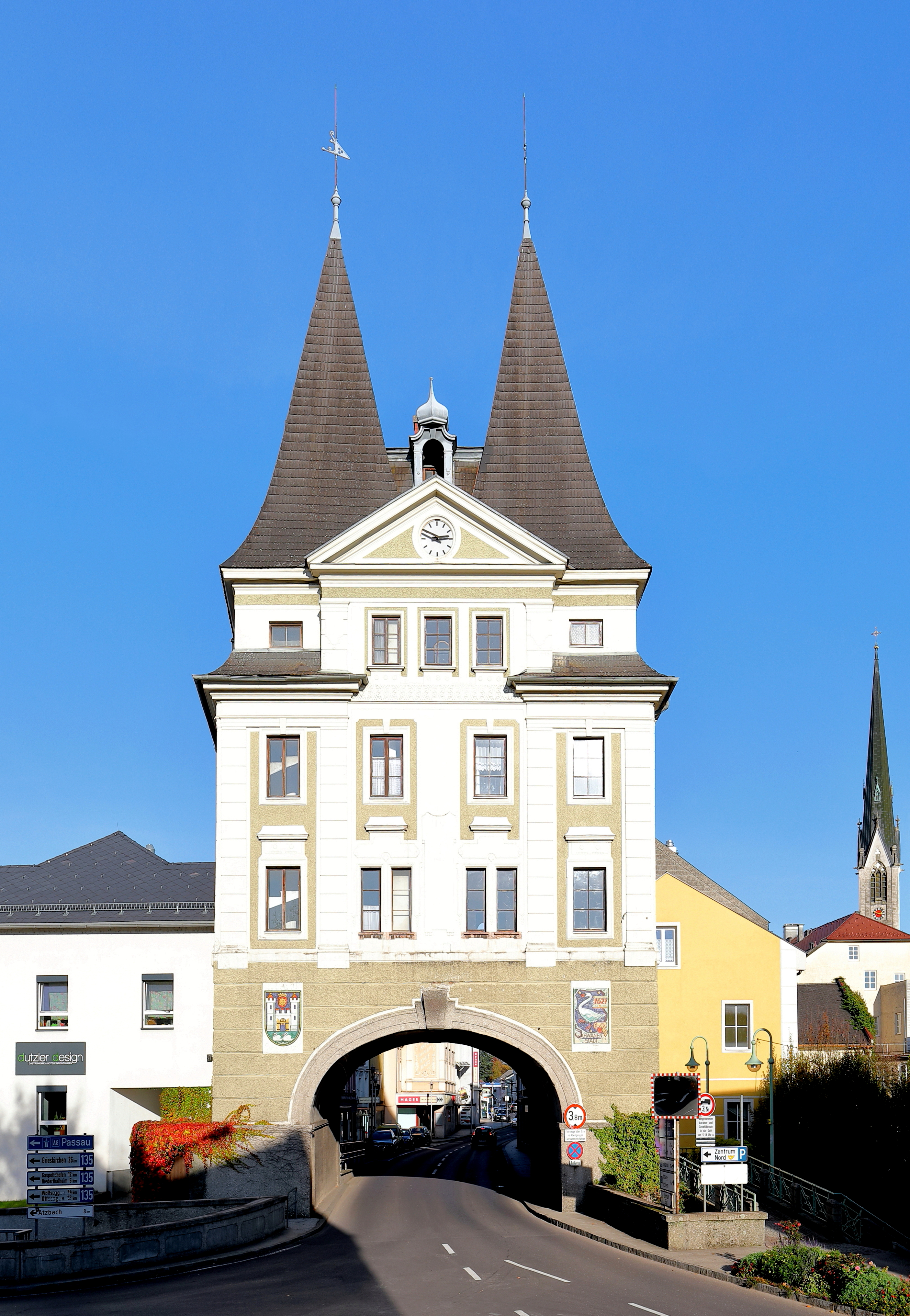
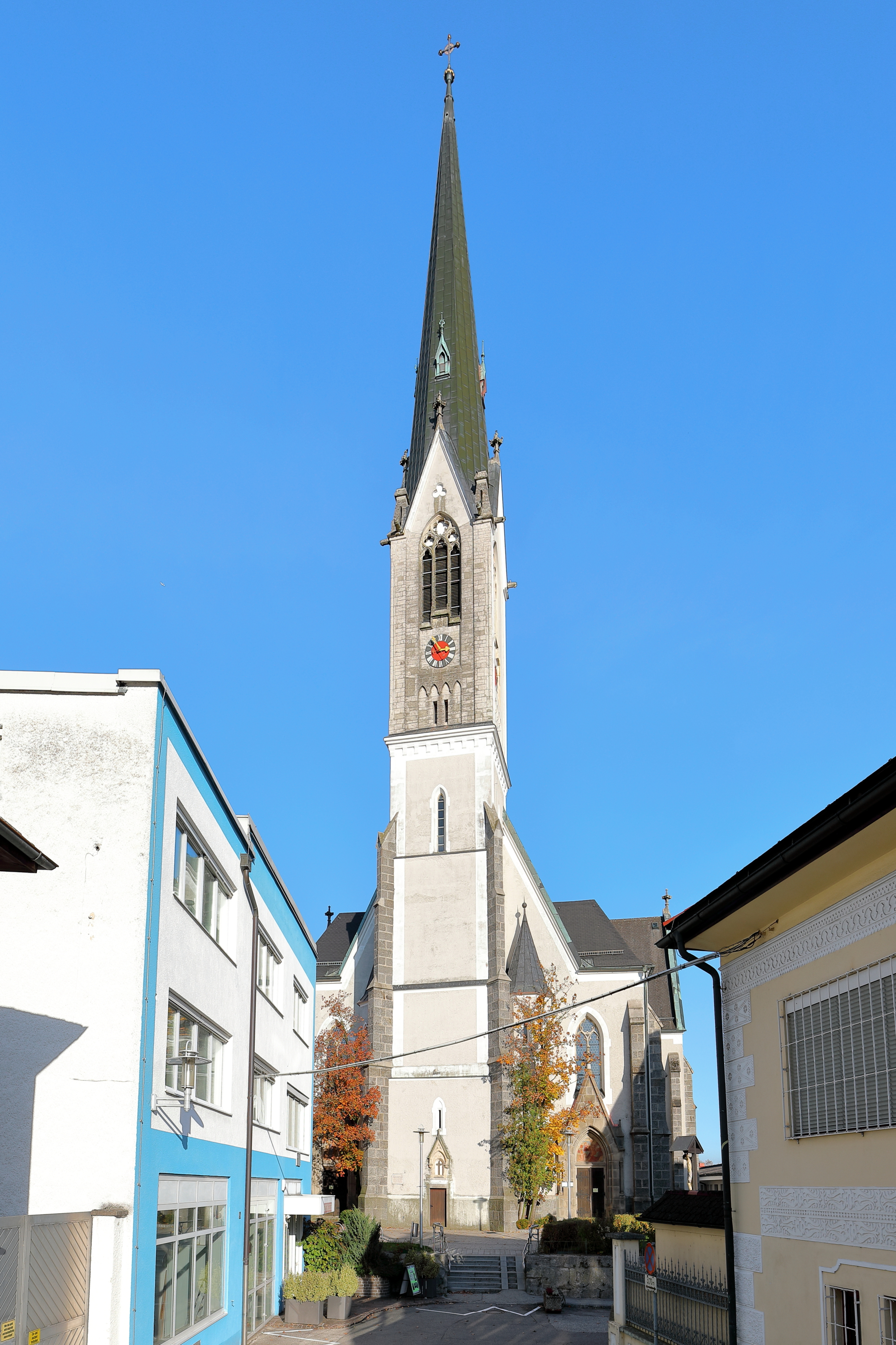
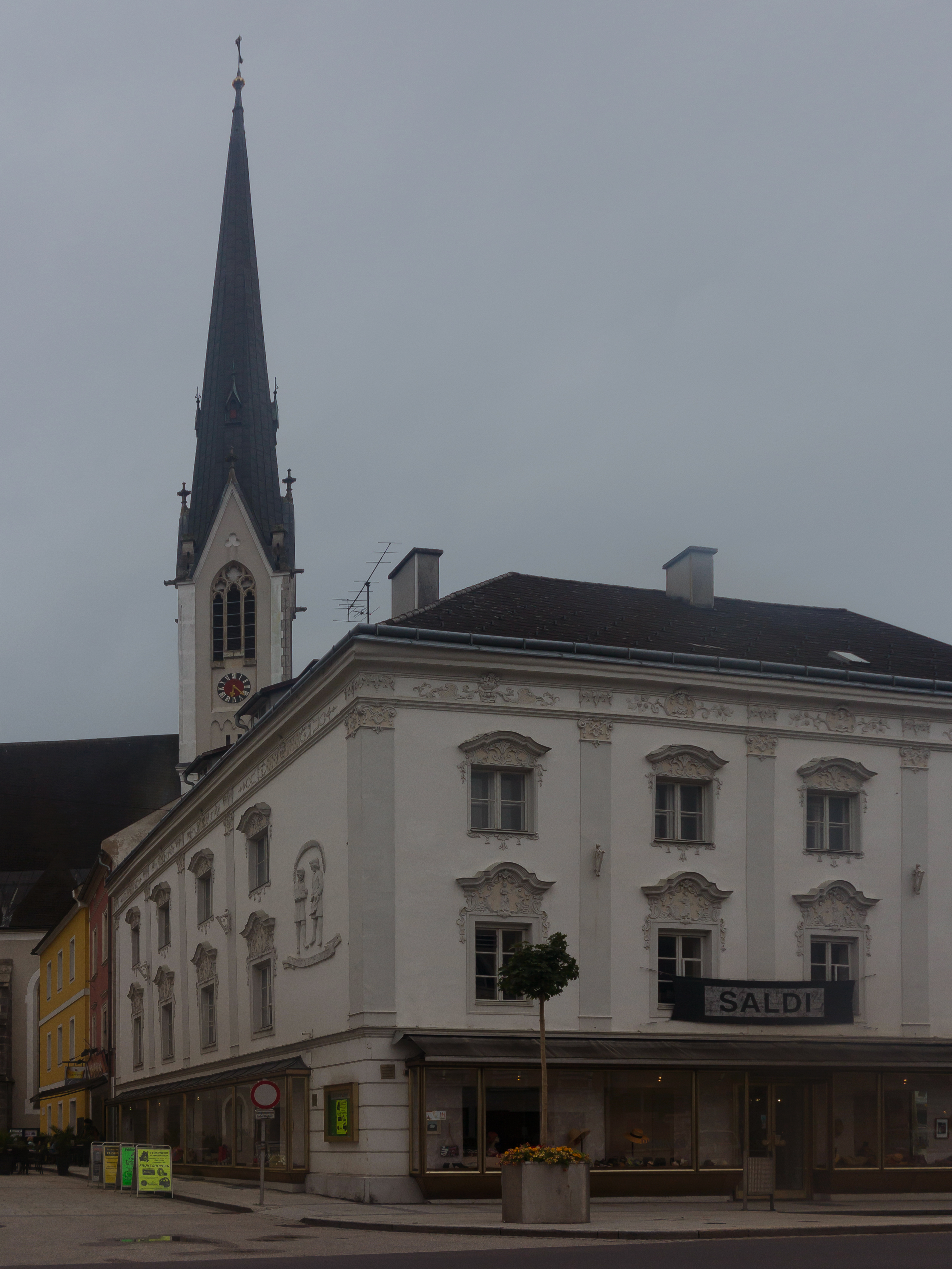
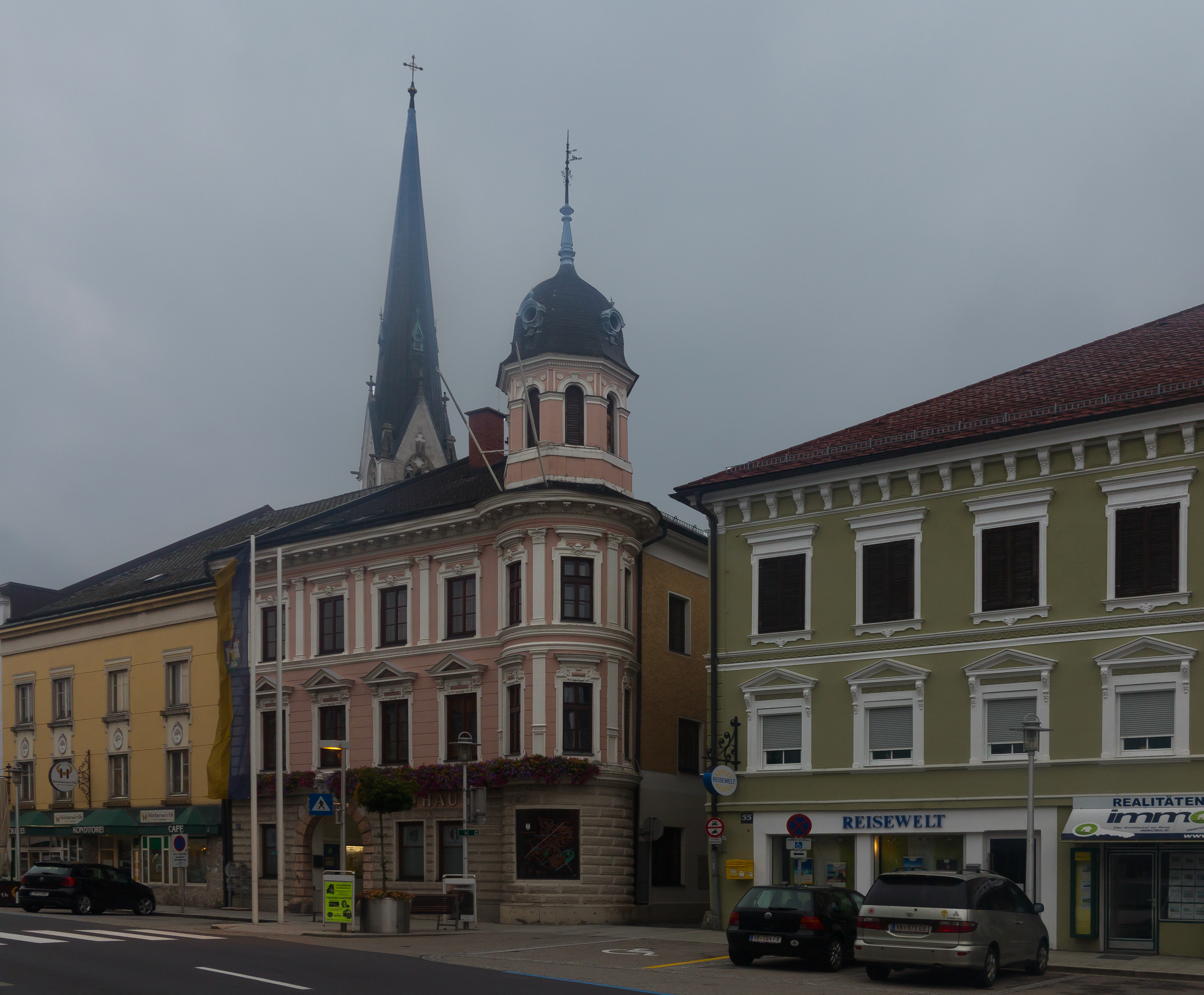

- Gemeinsame Normdatei: 4309909-9
- MusicBrainz: 1c27c79d-fe51-4cff-8505-d971a55e0c4e
- Nationale Bibliotheek van Tsjechië: ge759456
- Virtual International Authority File: 242686172
- WorldCat: E39PBJyMfTYG338jgyDCJ7xxDq